# Вачі
Вачі — лакське село та адміністративний центр Кулінського району Дагестану. Засноване 1500 років тому. Назване на честь царя Кавказької Албанії Ваче. Село було відоме талановитими ремісниками, чоботярами, шапочниками, ковалями, що виїжджали на плоскогір'я Дагестану та у Закавказзя.
На початку 20-го століття в селі було 4 мечеті. В 1926 році відкрито початкову, 1939 — семирічну, а в 1968 — середню школу.
Вачі має лише 1056 гектарів землі: 36 з них орні землі, 900 — пасовиська, 120 — сінокоси. Станом на сьогодні в селі 193 двори, 697 мешканців, у школі навчаються 125 учнів.